# African Growth and Opportunity Act
Pour les articles homonymes, voir AGOA.

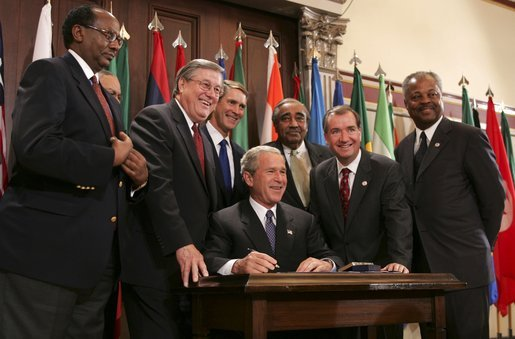
Le président George W. Bush signe la reconduction de l'AGOA en 2004.

L'African Growth and Opportunity Act (AGOA ; en français : « Loi sur la croissance et les possibilités économiques en Afrique ») est une loi du Congrès américain adoptée en mai 2000 par le Congrès des États-Unis et signée par le président Bill Clinton.

## Histoire
De 2001 à 2015, le nombre de pays bénéficiaires du programme AGOA a doublé, et leurs échanges commerciaux avec les États-Unis s'élèvent à 50 milliards de dollars en 2014 (pic de 100 milliards en 2008). Les produits pétroliers représentent 69 % des exportations africaines sous les termes de l'AGOA aux États-Unis en 2014.
En juillet 2015, le président américain Barack Obama signe le prolongement jusqu'en 2025 de l'African Growth and Opportunity Act. Son assistant Michael Froman qualifie alors l'AGOA de « pierre angulaire [...] depuis 15 ans » des relations commerciales entre les États-Unis et l'Afrique. 39 pays africains sont alors adhérents au programme.

## Description
Le but de cette loi est de soutenir l'économie des pays africains en leur facilitant l'accès au marché américain s'ils suivent les principes de l'économie libérale. Cette union représente un intérêt réciproque pour les deux parties, les pays africains ayant ainsi la possibilité de s'affirmer progressivement sur la scène mondiale en entrant dans la mondialisation, et les États-Unis bénéficiant ainsi d'une nouvelle source d'approvisionnement, notamment en pétrole.

## Critiques
Les critiques envers l'AGOA reposent sur des incertitudes et des limitations portant notamment sur le fait que les exemptions se concentrent dans les faits sur quelques produits exportés par quelques pays. En effet, la majorité des exemptions de droits tarifaires concédés par l'AGOA sont accessibles à tous les pays en développement en passant par le système généralisé de préférences,.
Des voix s'élèvent également aux États-Unis contre le caractère unilatéral de l'accord, les pays africains n'ayant pas à accorder de préférences aux produits américains pour bénéficier de l'accord.

## États bénéficiant de l'AGOA
Pays bénéficiant de l'Accord en 2000 :
- Afrique du Sud
- Bénin
- Botswana
- Cameroun (suspendu le 31 octobre 2019 à la suite des accusations de non respect de droits de l'homme à travers des exécutions extrajudiciaires, détentions arbitraires et torture).
- Cap-Vert
- République du Congo
- République centrafricaine (suspendue en 2013, réintégrée en 2016, exclue à nouveau le 31 octobre 2023 pour atteinte au pluralisme et aux droits de l'homme)
- Djibouti
- Éthiopie (exclue le 1er janvier 2022[4])
- Gabon (exclu le 31 octobre 2023 pour atteinte au pluralisme et aux droits de l'homme)
- Ghana (piloté par le Comité national de l'AGOA, le CONAGOA[5])
- Guinée (suspendu en 2010, réintégré en 2011, exclue le 1er janvier 2022[4])
- Guinée-Bissau
- Kenya
- Lesotho
- Malawi
- Mali (exclu en avril 2012, réintégré en décembre 2013[6], exclu à nouveau le 1er janvier 2022[4])
- Maurice
- Mozambique
- Namibie
- Niger (suspendu en 2010, réintégré en 2011, exclu à nouveau le 31 octobre 2023 pour atteinte au pluralisme et aux droits de l'homme[7]
- Nigeria
- Ouganda (exclu le 31 octobre 2023 pour atteinte aux droits de l'homme)
- Rwanda
- Sao Tomé-et-Principe
- Sénégal
- Seychelles (le pays n'est plus éligible au 1er janvier 2017)
- Eswatini (suspendu en juin 2014[1], réintégré en 2017)
- Tanzanie
- Tchad
- Zambie

Pays ajouté en 2001
- Madagascar (suspendu en 2010, réintégré en 2014)

Pays ajouté en 2002
- Sierra Leone

Pays ajoutés en 2003
- Angola
- République démocratique du Congo (suspendue depuis fin décembre 2010[1], réintégrée en 2020)
- Gambie (suspendue en décembre 2014[1], réintégrée en 2017)

Pays ajouté en 2004
- Burkina Faso

Pays ajoutés en 2006
- Burundi (suspendu en 2015 à la suite de conflits politiques liés à la volonté de l'actuel président qui a fait modifier la constitution en vue de briguer un troisième mandat présidentiel[réf. nécessaire])
- Liberia

Pays ajouté en 2007
- Mauritanie

Pays ajoutés en 2008
- Comores
- Togo

Pays ajoutés en 2012
- Côte d'Ivoire
- Soudan du Sud (exclu depuis 2014[1])